# Ouégoa
Ouégoa (Wégoa)  est une commune française de Nouvelle-Calédonie, au nord de la Grande Terre en Province Nord, côte est, à environ 35 km au nord-ouest de Pouébo, à 40 km à l'est de Koumac (côte ouest) et à 409 km de Nouméa. 
La commune fait partie de l'aire coutumière Hoot ma Waap.

## Géographie
Ouégoa dont le nom est formé à partir du substantif kanak Ouen (eau) et Goa (nom d'un clan kanak), est une commune de la Nouvelle-Calédonie, située à plus de 400 km de la capitale Nouméa, à cheval sur la côte ouest et la côte est. C'est une petite commune paisible, où la vie de broussard est assez marquée. Le village, éclaté en divers hameaux peu signalés, comprend de nombreuses forêts, des rivières, mais aussi des plages et des îlots éloignés, comme Balabio. 
Sur le territoire de la commune coule le Diahot, l'unique  fleuve de Nouvelle-Calédonie, long d'environ 90 km à partir de sa source sur les flancs du Mont Panié. Mais à ce jour, personne n'a pu déterminer très précisément la ou les source(s) du fleuve.
Le point culminant de la commune est le Mont Colnett qui atteint les 1 505 mètres d'altitude.
On compte plus de 2 100 habitants en 2009 dont 17 tribus, les plus importantes sont : Tiary, Bondé, Paraoua, Paimboas et comportant des secteurs dans le village : Tarap, Le Caillou, Pam Paraoua Village, Ballagam…

## Histoire

### La découverte de l'or et de son compagnon, le cuivre
L’histoire de Ouégoa, est intimement liée à celles des mines de cuivre et d'or qui ont fait la fortune de cette région sur une période de vingt ans de 1870 à 1890. 
La recherche de l'or en Nouvelle-Calédonie débute avant la prise de possession de 1853. Le commissaire Louis Bérard à bord de l’Alcmène en 1850 affirme avoir découvert du quartz aurifère dans la région de Hienghène. En juin 1863, l'or sous forme de paillettes est signalé dans une couche d'argile à Pouébo par un groupe de prospecteurs dirigés par Émile Lozeron. En août 1869, le gouverneur Charles Guillain, pour motiver les recherches, promet une licence gratuite de 25 ha de terrain aurifère plus une prime de 50 000 francs à qui pourrait produire 20 000 onces d'or dans les douze mois suivants la découverte d'un gisement payant. Le 10 septembre 1870, un groupe de quatre mineurs, Victor Hook, John Borgnis, George Piper et Élisée Bailly annoncent par une déclaration officielle la découverte d'un gisement au lieu-dit « Moindine » (Manghine) sur la rive gauche du Diahot, site de la future mine de Fern-Hill. Dès la confirmation de la richesse du gisement connue, la nouvelle se propage jusqu'à Sydney, attirant dans la région dès mars 1871 quantité de prospecteurs anglo-saxons qui ne trouvent rien et quittent les lieux quelques mois plus tard. 
Au début de 1872, le cuivre est découvert pour la première fois à Manghine non loin de la mine d'or. En octobre 1872 une découverte beaucoup plus prometteuse de cuivre est faite sur les bords du Bouéou ou rivière de Ouégoa par quatre anciens militaires, Péquillet, Sam, Joncourt et Vernier.

### Le premier village de Ouégoa
L'exceptionnelle richesse des filons du site de Balade (déclaré le 21 octobre 1872) évaluée de 57 à 63 % dans Le Moniteur du 15 janvier 1873, attire très vite d'autres mineurs autour du point de la découverte, créant en l'espace de quelques mois un imbroglio de concessions non délimitées. 
Un premier village de mineurs, aujourd'hui dénommé Vieux-Ouégoa, se forme spontanément au pied de la mine de Balade, nécessitant que l'administration délimite officiellement un plan urbain du centre dès 1877. Les premiers lots sont attribuées en mai 1877 à un commerçant de la place, Bertrand Delrieu. En 1878, le village compte 250 Européens, une centaine de Kanak et majoritairement des Anglais – principalement des Cornishmen originaires de Cornouilles et regroupés en bandes de mineurs venus du Copper Triangle d'Australie du Sud (d'où les noms aborigènes donnés à deux mines de cuivre autour de La Balade : "Burra-Burra" et de "Moonta" ; noms également donnés à des mines de cuivre du Copper Triangle; d'ailleurs le premier état du personnel de La Balade dirigée par un Cornishman, John Penberthy en août 1875 donne 70 mineurs, la plupart étant des Cornishmen comme Pemro, Trevilyan, Wearn, Willenoweth, etc. et de rares Français. Le village connaît alors un extraordinaire boum urbain avec 53 concessions attribuées entre février et mars 1879. En juin 1879, Ouégoa devient le chef-lieu du 5e arrondissement de la Nouvelle-Calédonie et en juillet, le gouverneur Olry institue une commission municipale. 
L'arrivée de condamnés (300 hommes pendant 20 ans) dans le cadre du contrat de « chair humaine » de Balade (18 février 1878, en échange de l'usine sucrière de Bacouya à Bourail), à partir de mars 1878, modifie profondément la composition de la population à Ouégoa. Peu à peu en effet, ces condamnés beaucoup moins payés (2 à 3 francs par jour) prennent la place des mineurs anglais (payés de 12 à 13 francs par jour) et même des libérés. Cette concurrence déloyale empêche les autres mines de se développer, puisqu'elles ne bénéficient pas de cette main-d'œuvre à bon marché. En 1881, on envisage d'ériger un camp pénitentiaire au pied de la mine pour héberger les condamnés. 
Le centre de Ouégoa au pied de la mine de Balade, après un développement spectaculaire au cours des années 1878-79 avec plus de 70 concessions urbaines octroyées, va connaître un lent déclin jusqu'à la fermeture de la mine à la fin de l'année 1884. À cette époque, les travaux atteignent près de 300 m de profondeur, dans des conditions d'exploitation très difficiles, avec la chaleur et les problèmes d'aération. 
L'exploitation s'est d'ailleurs déplacée à la fin de l'année 1883 plus en amont du creek, le Bouéou, sur le site de la mine Murat. La découverte du riche gisement cuprifère de Némou-Pilou (déclaré le 22 octobre 1884 par Louis Equoy), précipite l'abandon de la mine de Balade. John Higginson se porte acquéreur de ces mines dès novembre 1884 et les travaux débutent en janvier 1885.

### LeCaillouet Manghine
Ce petit centre urbain sur la rive droite du Diahot tire son nom d'un gros rocher (aujourd'hui disparu) affleurant sur la rive droite du fleuve d'après Léon Gauharou (1882) dans sa Géographie.
En avril 1874, l'administration autorise John Higginson (qui a déjà fait main basse sur les mines de Fern-Hill et de Balade) à construire à l'aide de la main-d'œuvre pénale, un tramway hippomobile pour relier sur 5 km, Balade au Caillou, sur la rive droite du Diahot, point d'embarquement du minerai à destination de Pam, mais aussi point de passage reliant Balagam sur l'autre rive à Ouégoa. De Balagam, un chemin conduit à Manghine où se trouvent les installations de l'usine traitant le quartz aurifère de Fern-Hill sur les bords du fleuve. Manghine n'a pas de centre urbain, et seules quelques habitations éparses existent alors, celles de Bailly, Hook, Douzans et des commerçants Delrieu et Simmons.
Dès 1875, l'administration fait délimiter un premier centre urbain de 46 lots, au Caillou, pour endiguer le développement anarchique des constructions qui se montent auprès des hangars de la Compagnie de Balade. En janvier 1876, un commerçant, Joseph Henochsberg, déjà illégalement installé au Caillou, régularise sa situation en acquérant trois lots. En 1898, à peine une quinzaine de lots ont trouvé preneurs.

### Parari (Paraoua), vallée de Ouamali
La présence de forçats oblige l'administration à édifier plusieurs camps pénitentiaires : le premier dit des Arabes, début 1875 (en contrebas du futur fort militaire), érigé lors de la construction du tramway, puis d'autres situés à Balade (1881) et aussi au Pondolaï et à Pam. 
En avril 1880, l'administration crée sur un terrain de 1 000 ha, mis à disposition par John Higginson dans le cadre du contrat de Balade, le pénitencier agricole du Diahot (vallée de Ouamali), avec une première mise en concession en septembre 1881. En mars 1882, l'établissement  ne compte que trois concessionnaires, douze fin décembre, et quarante-et-un ans plus tard. Ce pénitencier installé sur des terres peu propices à l'agriculture (à peine 200 ha) ne connaît d'ailleurs jamais un fort développement avec au mieux 70 concessionnaires installés, pour 130 mises en concession de 1881 à 1907. Fermé à cette date, il devient alors le centre administratif de la commune. En 1910, il reste seulement 4 concessionnaires pénaux surveillés par la gendarmerie.

### Pam
À Pam, sur la rive droite de la baie Durand, un petit centre prend naissance dès 1871, avec l'afflux massif de mineurs australiens, puis avec la construction des entrepôts de la Compagnie de Balade. Point de transbordement du minerai de Balade sur des navires australiens, Pam, à cette époque, a une activité portuaire plus importante que celle de Nouméa. Une annexe de la capitainerie du port de Nouméa, avec un lieutenant de port est installée en avril 1871 sur un promontoire de l'île Pam, pour surveiller le trafic. Ce poste est transféré en face, sur la terre ferme en 1876, à cause des moustiques et du manque d'eau potable. À la fin des années 1880, Pam est devenu suffisamment important : un bureau d'état-civil et un bureau de poste y sont ouverts. Puis au début des années 1890, la Société des Mines du Nord, qui exploite la mine de cuivre de Pilou et celle de plomb argentifère la Mérétrice, édifie une fonderie à Pam, après quelques essais infructueux de fusion réalisés directement à Pilou courant 1889. Il s'agit de réduire les coûts de transport des minerais bruts vers les usines de Dapto en Australie et de Swansea en Angleterre, en produisant des mattes de cuivre à 30 % de teneur, en utilisant de la main-d'œuvre pénale. 
En 1891, avec la chute des cours mondiaux du cuivre, l'usine se tourne vers la fonte de lingots de plomb. En 1902, avec la faillite de la compagnie Les Mines de Cuivre Pilou Ltd, qui a succédé à la Société des Mines du Nord, l'usine ferme. À cette époque, les frais de fusion s'avèrent prohibitifs, de 6 à 7 fois le coût du transport et des frais de fusion en Australie. Pam, après un développement important, entame au milieu des années 1890 un inexorable déclin. 
Le bureau d'état-civil ferme dès septembre 1894, alors que la population civile de Pam est de 11 habitants. Avec la reprise de l'exploitation à Pilou en 1907 par la Société calédonienne des Mines, un chemin de fer Decauville relie la mine jusqu'à Port-Pilou, lieu de transbordement du minerai vers Pam. Les hauts fonds de la baie d'Harcourt ne permettent en effet pas aux navires de haute mer d'aborder à ce point de la côte, et le minerai doit être transporté à la baie Durand par chalands. Cet inconvénient est résolu par le prolongement depuis Port-Pilou de la ligne ferroviaire vers la fonderie de Dilah, ouverte à la mi-octobre 1910, à l'embouchure du Diahot, rive gauche. Avec la faillite de la Société calédonienne des Mines en 1913, les installations à Dilah sont démantelées et proposées à la vente en avril 1914.
Quelques noms de pionniers arrivés en 1873 : Dubois, Martin, Young, Guérin, Bocahut, Buisson, Kuter, Soulas, Wright, Vico, Normandon, Leroy, Surget, Ogushiku, Bozé, Mézières, Delrieu… Avec d'autres familles, ils ont formé une partie de la population de Ouégoa, qui a atteint 7 000 habitants.

### LaSeconde Guerre mondiale
La Seconde Guerre mondiale a touché également ce village paisible, redevenu agricole. De 1939 à 1945, les gens construisent encore des maisons en torchis et en peau de niaoulis, tous matériaux transportés à l’aide de bâts. Les Japonais et les Américains se sont battus dans la mer de Corail, avec la participation de nombreux résidents.
En 1977, la création de la commune de Poum fait perdre à Ouégoa une partie de son territoire, dont toute la zone d'Arama.

### Les «Événements» de 1984
En 1984 une guerre civile éclate entre la population européenne (les blancs ou les caldoches) et les kanaks. Ce qu'on appelle les  « Évènements de 84 ». Les affrontements débutent à Hienghène mais au bout de quelques semaines c’est à Ouégoa qu’ils s’affrontent. Les tribus des alentours se retournent contre la population du village. Les kanaks revendiquent les terres des Blancs. Ils mettent le feu aux maisons notamment chez la famille Guérin et abattent tous les animaux. Cette guerre civile partage Ouégoa en deux communautés d'un côté les hommes du RPCR et de l’autre les hommes du FLNKS.
Des affrontements violents se déroulent, qui font des morts côté kanak et un mort côté caldoche, Émile Mézières. L'accord de Nouméa met fin à ces tensions.

## Administration
Ouégoa comprend une mairie, seul organe administratif important, une poste, une école maternelle et primaire, un collège, un internat, une salle omnisports, des magasins, un dispensaire et une gendarmerie.
En 1879, le village est en plein essor, le centre de Ouégoa comprend déjà un bureau de poste et télégraphe, une école mixte, une perception et divers commerces : une gendarmerie est créée, près du cimetière, non loin du fort, dont on aperçoit les vestiges. En 1961, la gendarmerie de Ouégoa est transférée dans une vaste demeure de style colonial, la maison Colmars. Depuis 1979, la troisième gendarmerie occupe les locaux actuels.
L'église, construite en 1950, sur la base d'une demi-lune américaine, a été restaurée grâce à une association du village. La tribu de Bondé a construit sa propre église.
La première école, à l’emplacement actuel de la mairie, a été remplacée en 1960 par l'école actuelle. En 2000, le centre d’accueil ou internat se met en place. En 2003, le collège (d) est construit, et ouvre ses portes en 2004 pour accueillir les élèves de la 6e à la 3e.
La première poste, à l’emplacement du magasin Dubois, est de nos jours en face de l’école publique. La mairie s’est toujours trouvée à l’emplacement actuel, sur les fondations de l'ancienne maison du commandant du pénitencier, malheureusement rasée il y a plusieurs années. 
Jadis, un bac permettait de traverser le Diahot. En 1983 seulement, un pont est bâti. Le fleuve, quoique large et donnant une impression de puissance est en fait semé de hauts fonds rocheux ou sablonneux, et sa profondeur n'excède pas 2 à 3 m. Son débit est modeste et de l'ordre de 9 m3/s en moyenne. La marée le remonte sur près de 40 km jusqu'à Bondé. Sa navigation reste périlleuse et réservée aux embarcations de faible tonnage.
| Période                                  | Période  | Identité                | Étiquette        | Qualité |
| ---------------------------------------- | -------- | ----------------------- | ---------------- | ------- |
| Les données manquantes sont à compléter. |          |                         |                  |         |
| 1961                                     | 1971     | Alexis Pébou-Yani       | UC               |         |
| 1971                                     | 1977     | André Castel            | UC               |         |
| 1977                                     | 1995     | Éloi Tchoeaoua          | UC puis FI-UC    |         |
| 1995                                     | 2008     | Cézelin Tchoeaoua       | FLNKS-UC         |         |
| 2008                                     | 2011     | Marcel Paimbou-Poumoine | FLNKS-UNI-Palika |         |
| 2011                                     | 2014     | Joël Carnicelli         | FLNKS-UC         |         |
| 2014                                     | 2017     | Jacques Wahio           | FLNKS-UNI-Palika |         |
| 2017                                     | 2020     | Mario Pébou-Hamène      | FLNKS-UC         |         |
| 2020                                     | En cours | Barnabé Pébou-Hamène    | FLNKS-UNI-Palika |         |

## Démographie
L'évolution du nombre d'habitants est connue à travers les recensements de la population effectués dans la commune depuis 1956. À partir de 2006, les populations légales des communes sont publiées annuellement par l'Insee, mais la loi relative à la démocratie de proximité du 27 février 2002 a, dans ses articles consacrés au recensement de la population, instauré des recensements de la population tous les cinq ans en Nouvelle-Calédonie, en Polynésie française, à Mayotte et dans les îles Wallis-et-Futuna, ce qui n’était pas le cas auparavant. Ce recensement se fait en liaison avec l'Institut de la statistique et des études économiques (ISEE), institut de la statistique de la Nouvelle-Calédonie. Pour la commune, le premier recensement exhaustif entrant dans le cadre du nouveau dispositif a été réalisé en 2004, les précédents recensements ont eu lieu en 1996, 1989, 1983, 1976, 1969, 1963 et 1956.
En 2019, la commune comptait 2 118 habitants, en diminution de 10,25 % par rapport à 2014 (Nouvelle-Calédonie : +0,98 %).
| 1956  | 1963  | 1969  | 1976  | 1983  | 1989  | 1996  | 2004  | 2009  |
| ----- | ----- | ----- | ----- | ----- | ----- | ----- | ----- | ----- |
| 1 199 | 1 363 | 1 323 | 1 514 | 1 468 | 1 881 | 2 034 | 2 114 | 2 132 |

| 2014  | 2019  | - | - | - | - | - | - | - |
| ----- | ----- | - | - | - | - | - | - | - |
| 2 360 | 2 118 | - | - | - | - | - | - | - |

## Économie
Après un riche passé minier et caféier, le village vit désormais : 
- d’agriculture, surtout de la banane,
- d’élevage (bétail, chevaux..),
- de pêche (crabes, poissons…).

Autrefois, à Ouégoa, la culture du café était l’une des sources premières du village, on la travaillait à la main. À présent il est rare de retrouver des champs de caféiers. Les vieux les ont presque tous  arrachés à la main pour laisser place à des plaines ou des terrains vierges pour l’élevage du bétail.

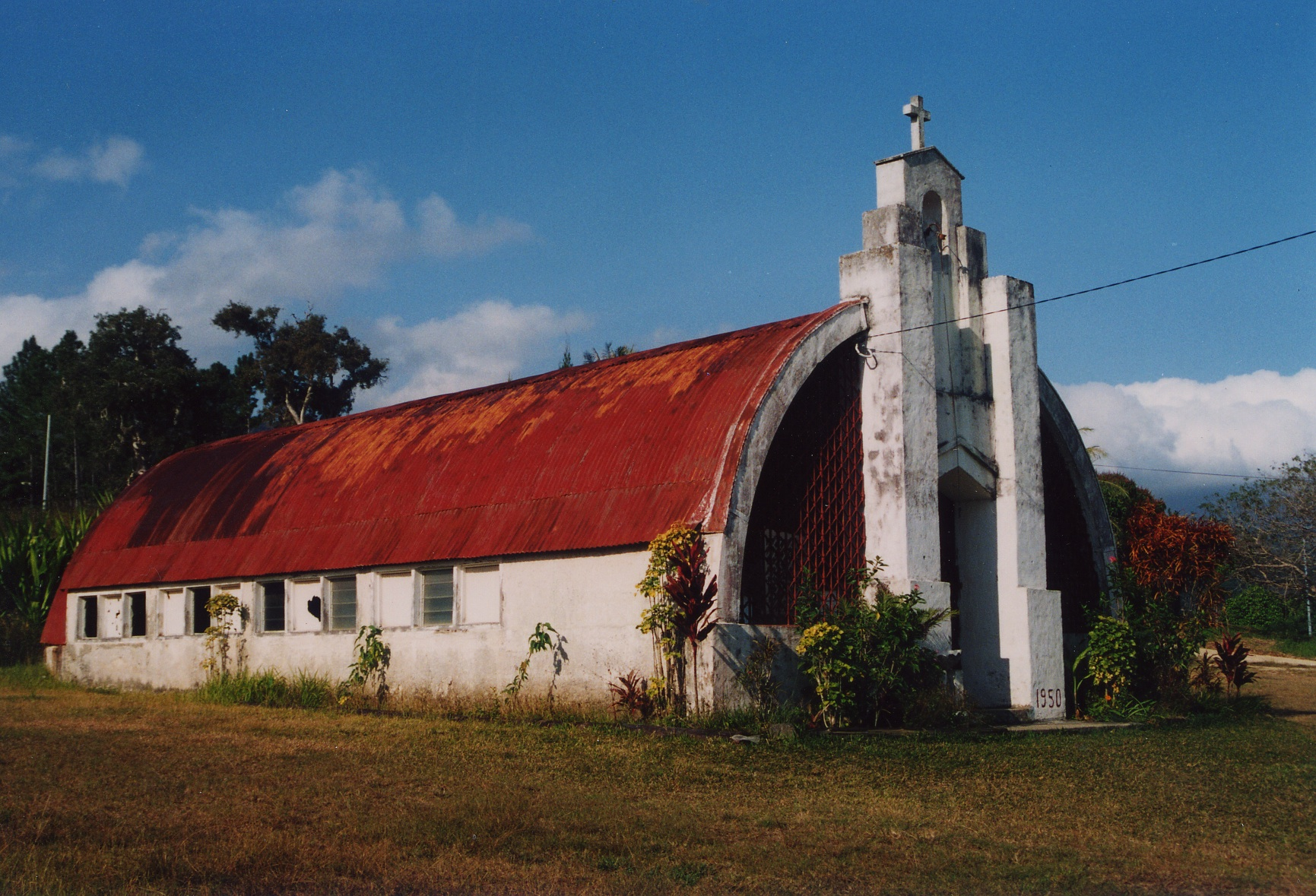
Église de la Sainte-Famille d'Ouégoa

## Lieux et monuments
- Église de la Sainte-Famille d'Ouégoa.

Par son passé minier, Ouégoa dispose d'un patrimoine exceptionnellement riche et diversifié, malheureusement très dégradé et peu mis en valeur. 
La mine de Fern-Hill possède encore des galeries d'exploration et quelques-uns des schafts creusés pour l'exploitation. Sur le site, la tranchée de la découverte est encore visible mais son accès est difficile à trouver. La mine de Balade, d'un accès facile, exploitée sur les rives encaissées du Bouéou, possède encore les murets de soutènement des installations ainsi que plusieurs galeries d'exploration et schafts et un petit tunnel ferroviaire la reliant à la mine Murat, sur les flancs de la colline, rive gauche. L'ancien village de Ouégoa au pied de la mine de Balade a conservé une ancienne demeure de cette époque, la maison Matthews ainsi que les ruines des établissements King & Brem. 
Entre Balade et Le Caillou, se dressent les ruines de l'ancienne gendarmerie puis celles du fort de Ouamali construit pour défendre la région lors de l'insurrection kanak de 1878. Au Caillou, les ruines de l'ancien hôtel Normandon, ex-bâtiment abritant le commissaire de l'or, datant du début des années 1870, menacent de disparaître à tout jamais. 
Le village de Ouégoa possède quelques bâtiments intéressants comme l'ancienne maison Colmars qui abrita un temps la gendarmerie de Ouégoa ; la chapelle originellement construite à partir d'une demi-lune américaine, les soubassements de l'ancienne maison du directeur du centre agricole pénitentiaire sur lesquels se trouve la mairie aujourd'hui. À l'embouchure du Diahot, rive gauche se dressent les vestiges (soufflerie) de la fonderie de Dilah qui fonctionna au début du XXe siècle. 
Un peu plus loin, dans la baie Durand, Pam montre l'ancienne fonderie avec deux concasseurs et deux fours, ainsi que divers bâtiments recouverts de végétation : maison du docteur, bureau de poste, maison de la direction. Sur l'île de Pam, en face, sur un petit promontoire, se situent les premières installations de la capitainerie du port. En quittant Ouégoa par la route de la forêt d'Ougne, on rencontre les vestiges de la mine de plomb argentifère de La Mérétrice et plus loin vers Arama ceux de la mine de cuivre de Pilou.
Au sein de la forêt d'Ougne se dresse une masse rocheuse imposante, visible de loin, formée de pitons calcaires, à l'aspect de tours médiévales en ruine, la Roche Mauprat, près du CR15. Les stries verticales qui marquent la roche, appelées en géologie griffes du diable, comme si elles avaient été gravées par quelque créature maléfique, ajoutent encore à l'étrangeté du site. Elles résultent de la dissolution partielle du calcaire par les eaux de ruissellement. Ce point culminant (180 m) de la région tire son nom d'un roman de George Sand, Mauprat, paru en 1837, dans lequel la romancière décrit un castel à l'aspect sinistre, la Roche Mauprat, situé à La Varennes en Bas-Berry.
Les établissements d'enseignement primaire sont le Centre scolaire Catholique de Bonde, école primaire privée, l'école primaire publique d'Ouégoa, et l'Annexe Paimboas (École primaire publique, Circonscription 5).

## Autres centres d'intérêt touristique
- marché communal, le samedi, 7-13, à Bondé,
- grand marché mensuel mobile : Paimboas, Bondé, Paraoua, Tiari, village,
- chapelle,
- fête du Diahot, en mai, pour l'Ascension : courses de chevaux, compétition de fouet, ligature de crabes...
- festival biannuel danses traditionnelles nocturnes, Cia Na Ton, septembre 2017,
- journée du Patrimoine, en octobre,
- fête du cheval, en novembre,
- randonnées pédestres, circuits balisés (sur les pas des mineurs,  les traces des missionnaires), randonnée botanique,
- grottes sacrées de Tchalabell, dans la savane à niaoulis,
- alignements de Boniec, en hommage aux victimes des guerres entre tribus (Ouégoa, Belep),

## Tribus
- Aire coutumière Hoot ma Waap : 17 tribus :
  - District Bondé (sud) : Balagam, Paraoua ou Diahot, St Jean-Baptiste, St Joseph, St Michel, St Pierre, St Thimothée, Ste Anne
  - District Paimboas (sud-est) : Bouelas, Ouène, Ouénia, Pangou-Ouaène, Pouebwadou, Temeline
  - Tribus indépendantes : Manghine St Ferdinand (sud), Tiari

## Route ouest-est, entreKoumacetPouébo, RPN 10 et RPN 7
Commune de Pouébo
- Pouébo centre (mal signalé)
- pont, RM6 vers Saint-Denis, mont Mandjélia (785 m)
- M8 vers Saint-Matthieu, plage, camping, pointe, grand récif Pouma,
- Pont sur Pwi Rénée, cocoteraie, Janisel Ouan,
- Pont Pwa Yogac, cocoteraies : Saint-Paul, Saint-Gabriel, Sainte-Marie, Saint-Louis,
- Balade, église Saint-Denis, vitraux, monument au rattachement à la France en 1853 (amiral Auguste Febvrier Despointes),
- Pont, RPN7, cocoteraie, plage de sable blanc de Mahamate / Maamat (2 km), banian de la première messe de Noël 1843,
- Tombeau de Hoan de Kermadec,
- Sortie nord vers Amos, cocoteraie, route de Pam (réserve de faune), Abwara, Pwéyan, Tiari,
- Rivière, vallée, col d'Amos (375 m), route refaite en 2016,

Commune de Ouégoa, mal signalée,
- Vieux-Ouégoa, Le Caillou
- Rive droite, sud-est de la RN7, Ouégoa, vallée du Diahot,
- Route secondaire vers Paraoua, Paimboas, (Mangelia,) haute vallée du Diahot, cascades,
- Route secondaire RM1, vers Tiari, pointe Nandiarane, Pam (réserve), île Pam, île Balabio,
- Pont sur le Diahot (1983),
- Route secondaire RM5, vers Mérétrice, Bwalayet, anciennes mines (or, cuivre), Arama,
- Route secondaire vers Mwâgin Manghine Saint-Ferdinand, Saint-Jean-Baptiste, Saint-François, Saint-Michel, Saint-Paul, Saint-Vincent, Saint-Thimothée, Saint-Joseph,
- Route secondaire RM3 et RM4 vers Bondé, mairie, dispensaire, collège, Ouénia, Ouéné, Oueholle, Tilwit, Ouemou, Pagu, Paimboas, Bouléas,
- Pont, route RM5 Ballagham et la Limite,
- Marais de Ballagham,
- Col du Grand Crève-cœur, col du Petit Crève-cœur,
- Sortie vers col de Koumac,

Commune de Koumac, RPN7,
- Vallées de la Roche, des Palmiers, des Piquants, vallée de la Haute-Néhoué, Trois Creeks,
- Le Pain de Sucre, mine Étoile du nord, la Roche Percée,
- RPN1, Chagrin, vallée de Chagrin vers Poum,
- Vers Pago, route du Pont des Catholiques,
- Plateau des Lutteurs, Karaâk, Paop,
- Haute vallée de la Koumac, grottes, Petit Newe,
- Koumac aérodrome,
- Koumac centre ; commerces, marché, hôtels, artisanat, industrie, gendarmerie, armée, centre de santé, centre culturel